# Kalkeifel

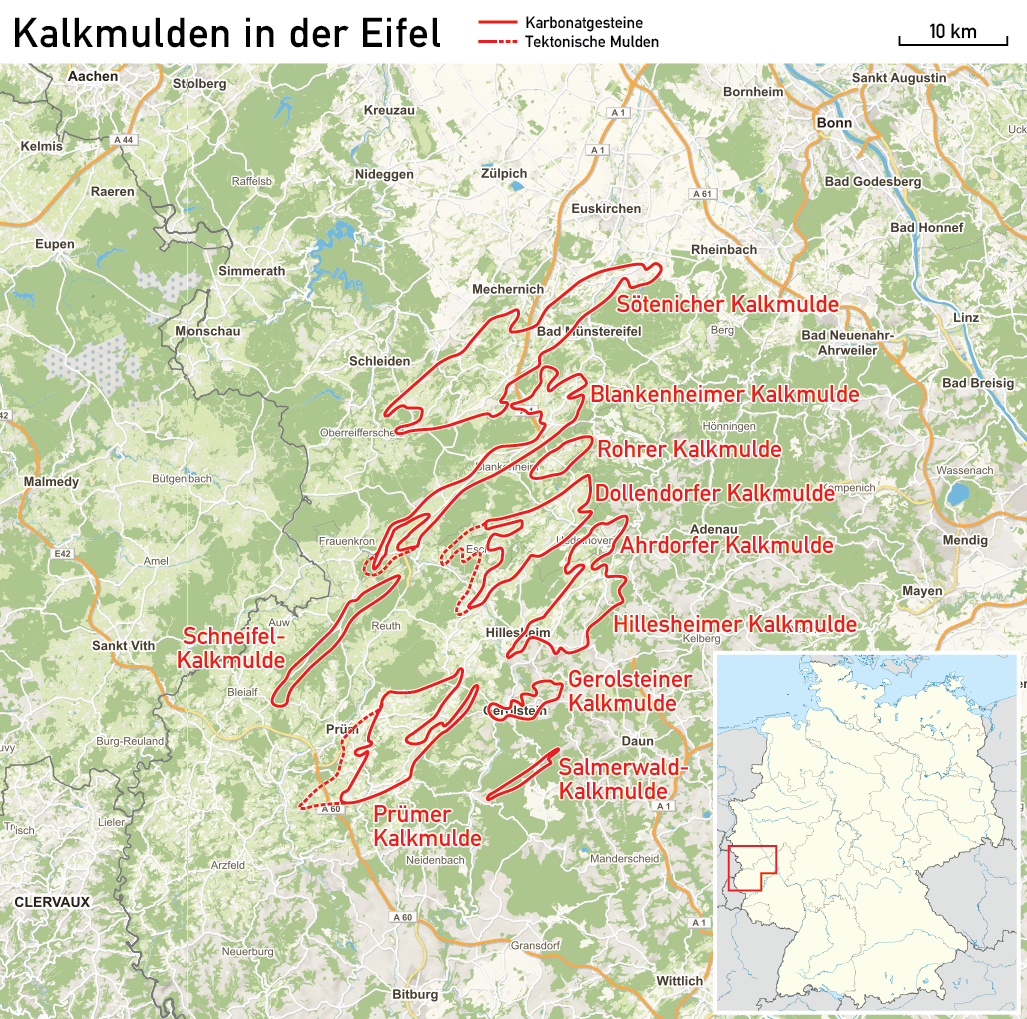
Eifelkalkmulden in der Kalkeifel

Die Kalkeifel ist eines der sechs Gebiete des Naturparks Hohes Venn-Eifel in Nordrhein-Westfalen und Rheinland-Pfalz.
Die Kalkböden sind mehr als 360 Mio. Jahre alt. Es haben sich Kalkmulden gebildet, die mit ihrer reichen Tier- und Pflanzenwelt der Kalkeifel ihren Namen gegeben haben. Bekannt sind die Kalkmulden bei Sötenich, Blankenheim und Prüm (Sötenicher, Blankenheimer und Prümer Kalkmulde).
Bei Sötenich wird dieser Kalk maschinell abgebaut und dort mit anderen Stoffen zu Zement verarbeitet.
Die Kalkmulden sind Reste der Meere, die vielen Millionen Jahren Korallenriffe schufen und den Kalk auf dem Meeresboden ablagerten. Die Mulden bei Prüm wurde zum Naturschutzgebiet, der Schönecker Schweiz, erklärt, das sich durch seine an den Kalkboden angepasste Pflanzen- und Tierwelt auszeichnet.
Typische Kalkmulden finden sich auch im Naturschutzgebiet Lampertstal und Alendorfer Kalktriften bei Blankenheim im Landkreis Euskirchen. Das aus 5 Einzelflächen bestehende Naturschutzgebiet liegt innerhalb des Naturraumes Dollendorfer Kalkmulde, einer Mulde aus mitteldevonischen Kalken und Dolomiten mit bis zu 40 m hohen Rändern. Sie wird von dem mäßig tief eingesenkten Lampertsbach fächerförmig durchtalt. Dadurch ist der Muldenboden in flache Wellen, Rücken und Kuppen aufgelöst. Die größte Teilfläche des Naturschutzgebietes nimmt das Lampertsbachtal ein (ca. 650 ha). Durch die extensive Schafbeweidung entstanden hier im Laufe der Zeit artenreiche Halbtrockenrasen des Verbandes Mesobromion, die mit Wacholder (Juniperus communis) bestanden sind. Bemerkenswert ist das Vorkommen submediterraner Arten (z. B. Teucrium chamaedrys), subkontinentaler Arten (z. B. Hypochoeris maculata), dealpiner Arten (Sesleria varia) und alpin-mediterraner Arten wie Coronilla vaginalis.

## Bildergalerie

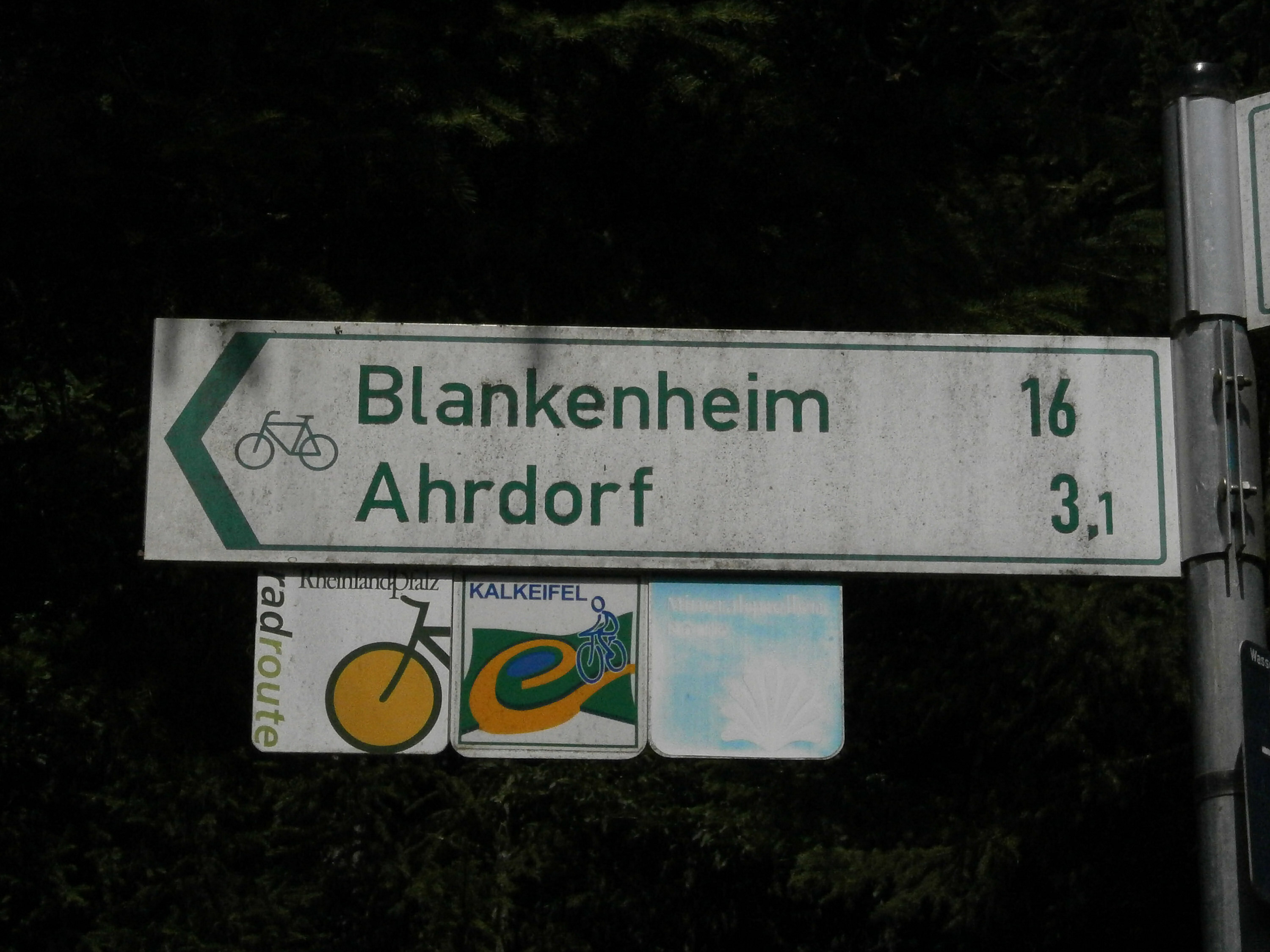
Wegweiser Kalkeifel-Radweg (2015)
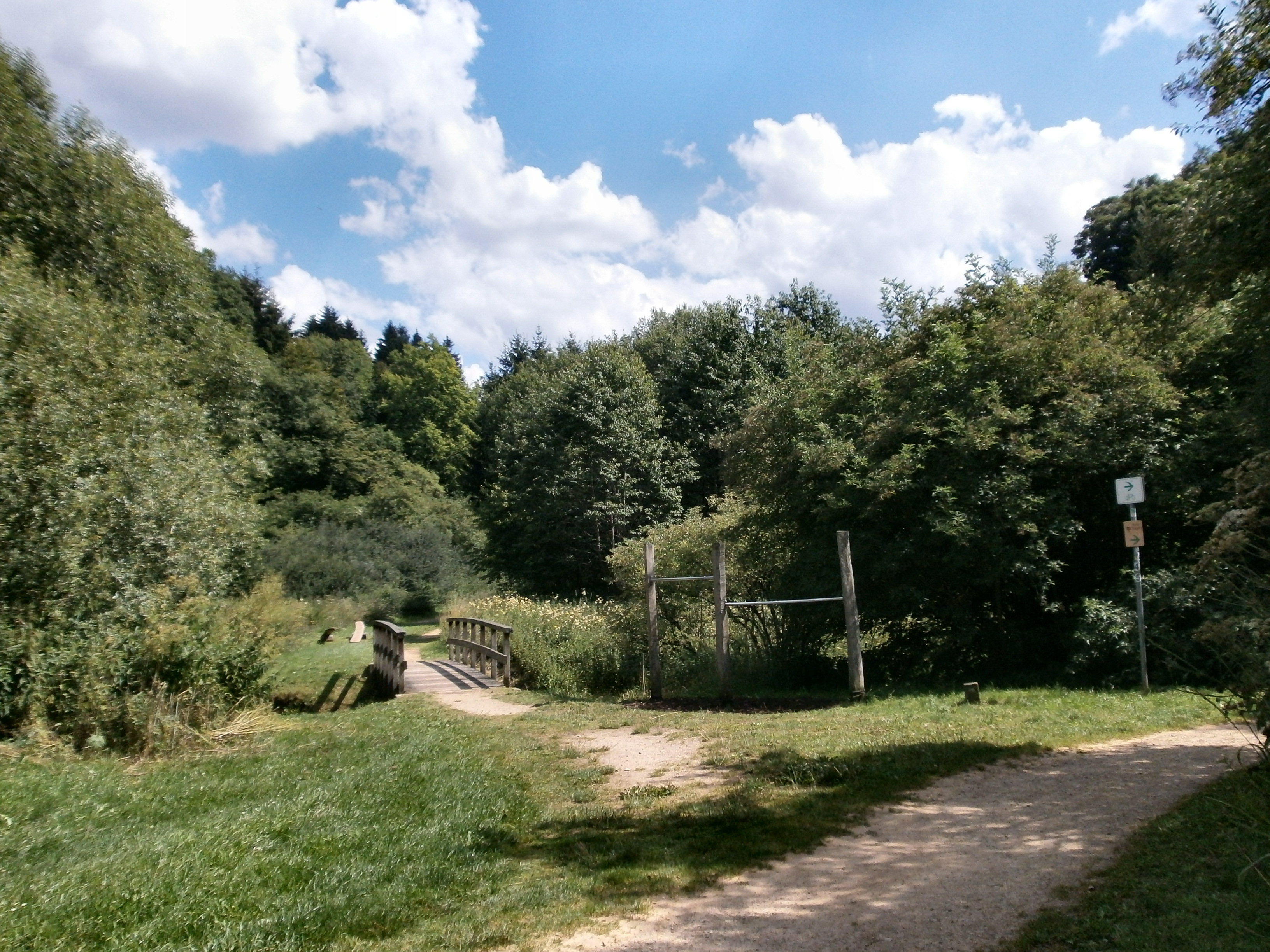
Kalkeifel-Radweg (2015)
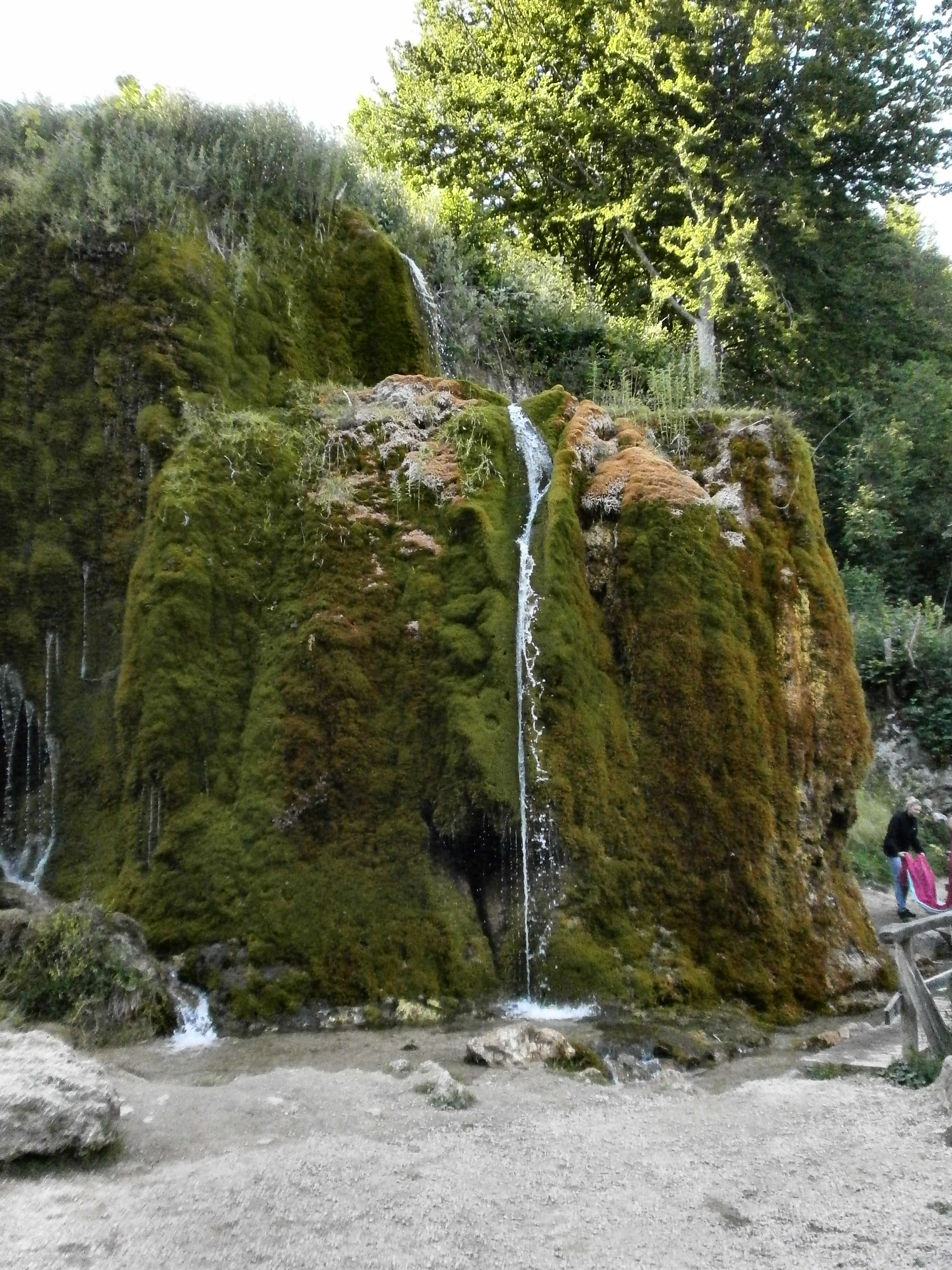
Dreimühlen-Wasserfall (2015)
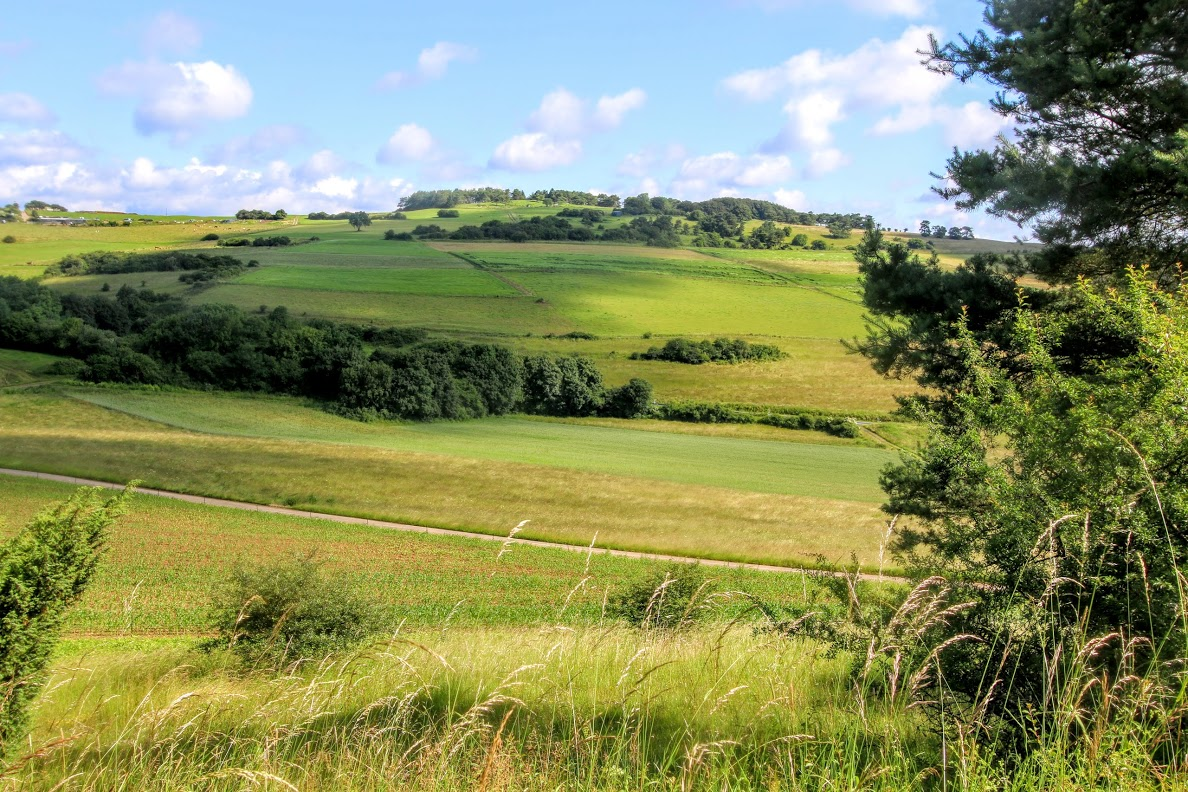
Blick auf das Naturschutzgebiet Lampertstal und Alendorfer Kalktriften (2016)